# Толоконников, Лев Сергеевич
Толоко́нников Ле́в Серге́евич (1911 год, Харьков — 1976 год, Москва) — советский военный разведчик, заместитель (с функциями первого) начальника ГРУ, начальник Военной академии Советской Армии, генерал-полковник.

## Биография
Родился 18 сентября 1911 года в Харькове, в семье Сергея Николаевича Толоконникова (1885–1919?), участника Первой мировой войны, кавалера военных орденов Св. Георгия, Св. Владимира и Св. Станислава. Мать — Ксения Васильевна (урожд. Соболева), из дворян города Мологи Ярославской губернии.
Дед Льва Сергеевича — Толоконников Николай Фёдорович (1846–1908), выходец из ростовских купцов, статский советник, член Ярославского окружного суда по Мологскому уезду. Бабушка — Александра Павловна (1854–1933), младшая дочь московского купца 1-й гильдии, банкира и «миллионщика» П. М. Рябушинского. Один из предков генерала — о. Иоанн (Иван Матвеевич Ястребов), крупный духовный лидер старообрядчества XIX века.
В 1919 году, спасая восьмилетнего сына от послереволюционного и военного лихолетья, Ксения Васильевна отправила его одного «теплушкой» воинского эшелона с Украины к родне в Мологу. Здесь он воспитывался у сестёр матери учительниц Анны и Ольги Соболевых, бабушки Александры Павловны и тётки — художницы Веры Николаевны Толоконниковой.
В Мологе Лев Сергеевич окончил среднюю школу и вступил в комсомол. Работал на крупнейшей «комсомольской стройке» Магнитогорского комбината. В 1932 году был призван в Красную армию. В 1939 году окончил военно-промышленный факультет Военной академии механизации и моторизации РККА им. И. В. Сталина (ныне — Общевойсковая академия Вооружённых сил Российской Федерации). После окончания академии в 1936 г. служил на 22-м научно-испытательном автобронетанковом полигоне Управления механизации и моторизации РККА в Кубинке. Участвовал в боях на Халхин-Голе. С 1940 года занимал должность адъюнкта и младшого преподавателя кафедры Академии бронетанковых и механизированных войск.
В июне 1941 года был призван на фронт, в танковые части. Позже, как преподаватель академии воевал во фронтовых испытательных частях, занимаясь приёмкой и обкаткой новой техники и подготовкой экипажей для фронта. Он был одним из первых, кто отрабатывал способы форсирования водных преград на танках под водой по дну.
После войны был приглашён в разведку и в 1947 году направлен в США от объединённой разведывательной службы (Комитета информации при Совете Министров) для работы под прикрытием Генерального консульства в Нью-Йорке. Позже был переведён в Вашингтон 1-м секретарём посольства СССР в США в непосредственное подчинение Александру Семёновичу Панюшкину (1905–1974) — Чрезвычайному и полномочному послу СССР и, одновременно, резиденту советской разведки. Лев Сергеевич также одно время работал со знаменитым разведчиком Владимиром Борисовичем Барковским (1913–2003), чья деятельность сыграла важную роль в создании атомного оружия в СССР.
При очередном реформировании разведки Л. С. Толоконников, как кадровый военный, был переведён в военную разведку — Главное разведывательное управление Генерального штаба Вооружённых сил СССР. По возвращении из США в 1951 году ему были вручены правительственные награды и присвоено звание полковника.
Работая в центральном аппарате ГРУ, Толоконников вёл важную оперативную работу, осуществляя руководство разведывательной деятельностью ценного агента — высокопоставленного представителя командования вооружёнными силами одной из западных держав. Неоднократно выезжал в Финляндию, Францию, Бельгию, Швейцарию на конспиративные встречи с этим и другими своими «подопечными».
В 1956 году Л. С. Толоконникову было присвоено звание генерал-майора. В 1958–1963 годах под прикрытием советника посольства в Лондоне являлся резидентом советской военной разведки в Великобритании. Именно в тот период резидентства Л. С. Толоконникова разразился один из крупнейших в политической истории Англии скандал — «дело Джона Профьюмо». Неразборчивые любовные связи этого военного министра (под контролем советского разведчика Евгения Иванова) привели, в итоге, к отставке консервативного правительства Г. Макмиллана и замедлению реализации агрессивных планов США против СССР.
В 1967 году генерал-полковник Л. С. Толоконников был назначен заместителем (с функциями первого) начальника ГРУ СССР. Курировал агентурную разведку.
В 1973 году был переведён на должность начальника Военной Академии Советской Армии. Ушёл в отставку в 1975 году.
Кандидат исторических наук, доцент.
Скончался 30 ноября 1976 года. Похоронен на Кунцевском кладбище города Москвы.

## Семья
- Супруга — Анна Платоновна (урожд. Слупская; 1918—1986), из семьи священника.
- Сын — Сергей Львович Зимин (Толоконников) (1943—2020), ракетчик, учёный, журналист-международник, дипломат[6].
- Сын — Николай Львович Толоконников (1951–2002), полковник.

Оба сына внесли заметный вклад в защиту интересов страны, кавалеры государственных и ведомственных наград.

## Память
26–27 сентября 2015 года в городе Рыбинске Ярославской области прошёл Фестиваль детского футбола памяти генерала Л. С. Толоконникова (организаторы: Российский футбольный союз, Ярославская федерация футбола и Фонд Анатолия Лисицына).